# Linum aretioides
Linum aretioides är en linväxtart som beskrevs av Pierre Edmond Boissier. Linum aretioides ingår i släktet linsläktet, och familjen linväxter. Inga underarter finns listade i Catalogue of Life.